# Cartoonlandia Story 2000-2010
Cartoonlandia Story 2000-2010 è una raccolta di sigle di cartoni animati degli anni 2000 in onda sulle reti Mediaset, pubblicata il 31 maggio 2011. È stata preceduta dalla compilation Cartoonlandia Boys&Girls Story pubblicata 5 anni prima e si affianca a Cartoonlandia Story '80-'90 uscita nello stesso giorno.

## Tracce

### CD1
Testi di Alessandra Valeri Manera tranne dove indicato, musiche di Max Longhi e Giorgio Vanni tranne dove indicato.
1. Beyblade
2. Picchiarello
3. What a mess Slump e Arale
4. Rossana (musica: Franco Fasano)
5. Diabolik
6. Hamtaro piccoli criceti, grandi avventure
7. All'arrembaggio!
8. Batman of the Future
9. Spider-Man
10. Angela Anaconda
11. Yu-Gi-Oh!
12. Che magnifiche spie!
13. What's my destiny Dragon Ball
14. Power Stone (testo: Fabrizio Berlincioni – musica: Sergio Dall'Ora, Sergio Lorandi, Fabio Venturini)
15. Mew Mew amiche vincenti (musica: Cristiano Macrì)
16. Con noi (testo: Domenico Capuano, Gregory Colla, Gabry Ponte – musica: Gregory Colla, Gabry Ponte)

### CD2
1. Gormiti che miti (testo: Alessandra Valeri Manera, Max Longhi, Giorgio Vanni – musica: Max Longhi, Giorgio Vanni)
2. Angel's Friends (testo: Antonio Divincenzo – musica: Danilo Bernardi, Giuseppe Zanca)
3. Io credo in me (testo: Giuseppe Dati – musica: Cristiano Macrì)
4. Siamo le Trollz (testo: Graziella Caliandro – musica: Luca Orioli)
5. Totally Spies (testo: Graziella Caliandro, Lorenzo Imerico – musica: Massimo Senzioni)
6. Hamtaro (testo: Alessandra Valeri Manera – musica: Max Longhi, Giorgio Vanni)
7. Detective Conan l'infallibile (testo: Alessandra Valeri Manera – musica: Max Longhi, Giorgio Vanni)
8. Mermaid Melody (testo: Milagrosa Ortiz Martìn – musica: Dario Bontempi)
9. Sugar Sugar (testo: Graziella Caliandro – musica: Cristiano Macrì)
10. Il ritorno dei Cavalieri dello Zodiaco (testo: Alessandra Valeri Manera – musica: Max Longhi, Giorgio Vanni)
11. Bratz forever (testo: Graziella Caliandro – musica: Danilo Bernardi, Giuseppe Zanca)
12. Bakugan (testo: Graziella Caliandro – musica: Maurizio Bianchini, Graziano Pegoraro, Susanna Balbarani)
13. Blue Dragon (testo: Fabio Gargiulo, Max Longhi, Giorgio Vanni – musica: Max Longhi, Giorgio Vanni)
14. Principesse gemelle (testo: Cristina D'Avena – musica: Max Longhi, Giorgio Vanni)
15. Pearlie (testo: Arianna Martina Bergamaschi – musica: Leonardo Ceglie, Giovanni Rosina)
16. Sorridi piccola Anna (testo: Fabrizio Berlincioni – musica: Augusto Martelli)